# Aprosmictus jonquillaceus
El papagayo de Timor (Aprosmictus jonquillaceus) es una especie de ave psitaciforme de la familia Psittaculidae endémica de Timor y un par de islas menores aledañas.

## Descripción
Mide alrededor de 30 cm de largo. Su plumaje es principalmente de color verde, de tono más oscuro en las plumas de vuelo de alas y cola, salvo una mancha roja a la altura de los hombros cuando están plegadas, además de la mancha azulada que tiene la parte superior del obispillo. Su pico, muy curvado hacia abajo, es de color anaranjado con la punta amarilla. Ambos sexos tienen un aspecto similar a la hembra de su congénere el papagayo alirrojo.

## Distribución y hábitat
Se encuentra en los bosques y sabanas de las islas de Timor, Wetar y Roti, distribuido por el territorio de Indonesia y Timor Oriental. Localmente es bastante común, pero está potencialmente amenazado por la pérdida de hábitat.